# Gaultheria intermedia
Gaultheria intermedia är en ljungväxtart som beskrevs av J. J. Smith. Gaultheria intermedia ingår i släktet Gaultheria och familjen ljungväxter. Inga underarter finns listade i Catalogue of Life.